# Víctor Venegas
Víctor Venegas (c. 1966) es un sindicalista y educador venezolano que se ha desempeñado como el presidente de la Federación Nacional de Sindicatos y Colegios de los Trabajadores de Venezuela (FENATEV) en el estado Barinas y profesor de educación básica. Fue detenido el 17 de enero de 2024. Organizaciones de derechos humanos condenaron su detención y han exigido su liberación inmediata.

## Carrera
Venegas es abogado y tiene un magíster en ciencias de la educación. Ha dedicado al menos 29 años de su carrera a la educación básica, actualmente siendo profesor en la escuela básica Ramón Reinoso Núñez, además de desempeñarse como presidente de la Federación Nacional de Sindicatos y Colegios de los Trabajadores de Venezuela (FENATEV) en el estado Barinas.

## Detención
El 17 de enero de 2024, mientras el sector educativo realizaba una asamblea en el estado, fue detenido en la sede de la FENATEV en Barinas por una comisión mixta de funcionarios de seguridad , entre efectivos del Servicio Bolivariano de Inteligencia (SEBIN) y de la Policía Nacional Bolivariana. Al momento del arresto, Venegas presidía una reunión ordinaria de la Federación para analizar la tabla salarial. Los funcionarios allanaron la sede sin identificación o sin mostrar autorizaciones. El operativo causó daños en las oficinas de la federación sindical y resultó en dos profesoras heridas: Silvia Martínez y Flavia Franco.
Organizaciones no gubernamentales, tales como la Coalición de Derechos Humanos, condenaron la detención de Venegas y exigieron su liberación inmediata.

## Vida personal
Venegas está casado con Iris Ángel Dávila, también educadora, con quien ha tenido dos hijas. Ambas hijas se graduaron como cirujanas en la Universidad Francisco de Miranda, en el estado Falcón.